# Падалка, Лев Васильевич
Лев Васильевич Падалка (укр. Лев Васи́льович Па́далка ; 18 февраля 1859, с. Чернухи Лохвицкий уезд, Полтавской губернии Российской империи — 1 мая 1927, Полтава, УССР) — украинский историк, археолог, этнограф, краевед, общественный деятель.

## Биография
Сын священника. Образование получил в Лубенском духовном училище и Полтавской духовной семинарии (1875—1879). Позже сдал экстерном экзамены на аттестат зрелости в 1-й Полтавской гимназии и поступил на историко-филологический факультет Киевского университета св. Владимира. Во время учёбы участвовал в работе Киевского исторического общества Нестора-летописца. В 1884 году защитил кандидатскую диссертацию.
После окончания университета работал статистиком в Полтавском и Херсонском земствах, Харьковской городской и Полтавской губернской управах, член Полтавской учёной архивной комиссии. Был секретарём «Земского обзора».
Л. Падалка — один из основателей нескольких краевых общественных организаций Полтавщины и Херсонщины, в том числе: губернского филиала (громады) Товарищества украинских прогрессистов, Украинского научного общества исследования и охраны памяти старины и искусства на Полтавщине, Полтавского церковно-археологического комитета.
В 1893 году, работая статистиком, был арестован и вынужден был оставить работу в Херсоне. Проработав некоторое время в Харьковской городской управе, перешёл в Полтавское земство, но после 4-х лет работы там был выслан за пределы Полтавской губернии. В дальнейшем находился под надзором полиции за украинофильские настроения и краеведческую деятельность.

## Научная деятельность
Историку Л. Падалке принадлежат труды:
- Происхождение запорожского казачества (1884).
- Была ли на острове Томаковка Запорожская Сечь? // Киевская старина, 1893. Май. — С.245.
- К вопросу о существовании Запорожской Сечи в первые часы запорожского казачества (1894)
- К вопросу о времени основания города Полтавы (в связи с летописным известием о походе Игоря, князя Новгород-Северского за реку Ворсклу в 1174 году) / Л. В. Падалка // Чтения в Историческом Обществе Нестора-летописца. — К.: Тип. Г. Т. Корчак-Новицкого, 1896. — Кн. 10 / [ред. В. З. Завитневич]. — Отд. ІІ. — С.15-33.
- Земли Полтавской губернии. Роменский уезд (1904).
- К карте Боплана о заселении Полтавской территории во второй четверти XVII века / Лев Падалка. — Полтава: Т-во Печатного Дела (Типография быв. И. А. Дохман), 1914. — 3 с.: ил.;
- Боплан об Украине // ДАК. — Ф. 16, оп. 471 — Спр. 389.
- Прошлое Полтавской территории и ея заселение: Исследование и материалы с картами / Л. В. Падалка. — Полтава: Т-во Печатного Дела (Типография быв. И. А. Дохман), 1914. — 240 с.
- Карта казацких полков на Полтавской территории (1914).
- К истории Полтавской епархии (1916).
- Російсько-український діловодний словник (1918).
- Следы водопроводных сооружений в г. Кобеляках Полтавской губернии и над рекой Высью на границе Киевской и Херсонской губерний // KC. Т.ХLIX. — 1895. — Апрель. — С.102-113.
- В. Б. Антоныч,
- О происхождении и особенностях владения казацкими наследственными землями в Малороссии

Всего истории полтавской земли посвящено более 70 исторических исследований Падалки, которые печатались в журналах: «Киевская старина», «Хуторянин», «Археологическая летопись Южной России», «Родной край», в земских сборниках и газетах Полтавы и Херсона. В 1918 составил «Русско-украинский деловой словарь» (Російсько-український діловодний словник). В 1920-х годах участвовал в создании экспозиции Полтавского центрального краевого музея им. В. Г. Короленко.
Принимал активное участие в общественной жизни Полтавы. Член редколлегии журнала «Родной край». Ещё в начале XX века отстаивал право родного народа на автономию, на родной язык и культуру.